# Hauterive-la-Fresse
Hauterive-la-Fresse ist eine ehemalige französische Gemeinde mit 227 Einwohnern (Stand: 1. Januar 2022) im Département Doubs in der Region Bourgogne-Franche-Comté. Sie gehörte zum Arrondissement Pontarlier. 
Hauterive-la-Fresse gehört zur Mikronation Freie Republik Saugeais (République du Saugeais).
Der Erlass des Präfekten vom 25. September 2024 legte mit Wirkung zum 1. Januar 2025 die Eingliederung von Hauterive-la-Fresse als Commune déléguée zusammen mit den früheren Gemeinden Montbenoît, La Longeville, Montflovin und Ville-du-Pont zur Commune nouvelle Pays-de-Montbenoît fest.

## Geografie

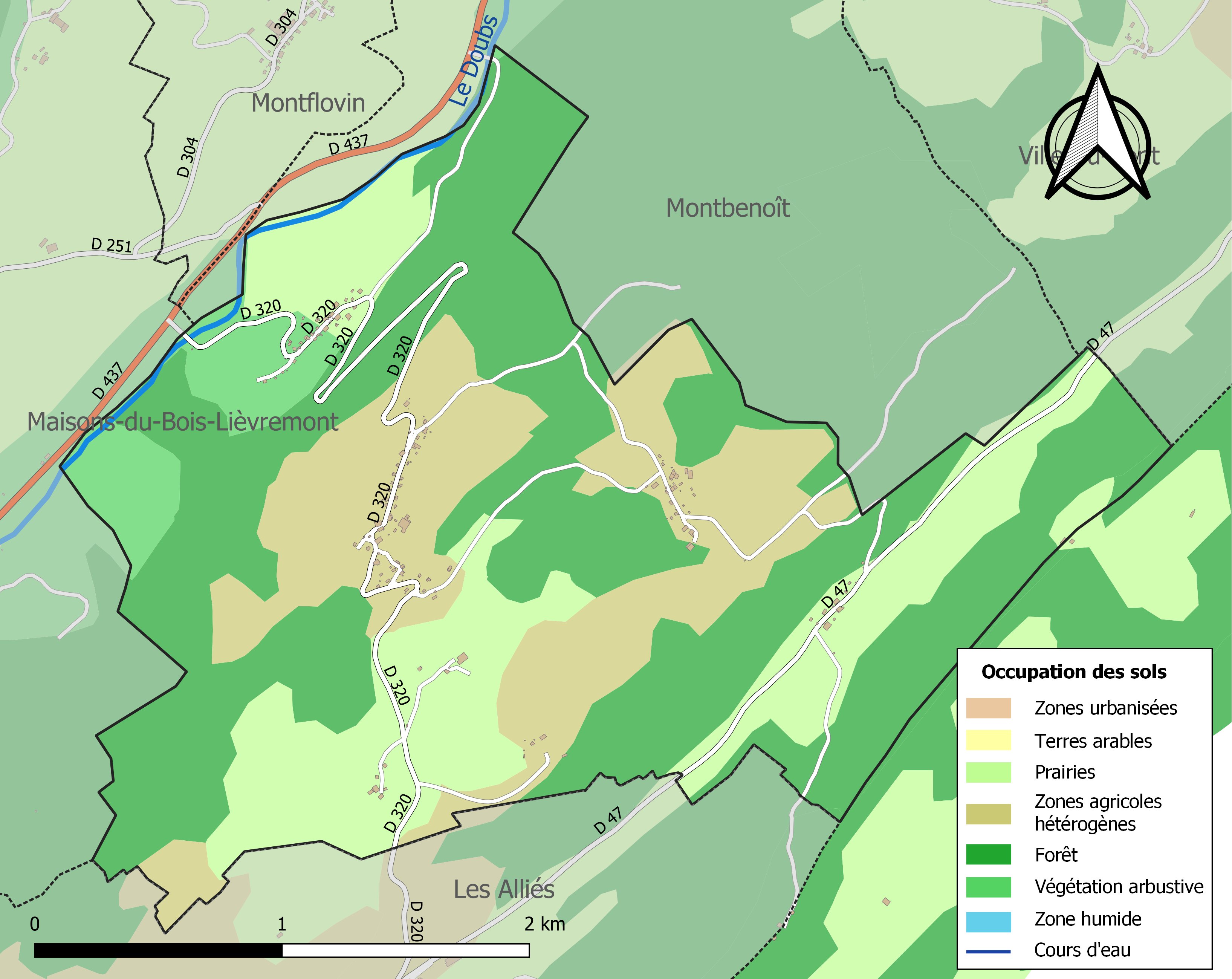
Bodennutzung und Infrastruktur von Hauterive-la-Fresse (2018)

Hauterive-la-Fresse liegt auf etwa 1005 m Höhe, etwa 10 Kilometer nordöstlich von Pontarlier (Luftlinie) an der Grenze zur Schweiz in der historischen Provinz der Franche-Comté. Das Dorf erstreckt sich im Jura-Gebirge auf einem Geländevorsprung auf der südlichen Talseite des Doubs, im Val du Saugets, am Nordfuß der Jurahöhen der Montagne du Larmont.
Die Fläche des Ortsgebiets umfasst einen Abschnitt des französischen Juras. Die nördliche Grenze verläuft entlang des Doubs, der hier in einer relativ breiten Talniederung nach Nordosten durch das Val du Saugeais fließt. Vom Flusslauf erstreckt sich das Ortsareal südwärts auf die Höhe von Hauterive, die ein lockeres Gefüge von Wies- und Weideland sowie Wald zeigt, und über eine Combe (Längstal) bis auf den Cerf. Auf diesem überwiegend bewaldeten Kamm, der zum Kettensystem der Montagne du Larmont gehört, wird mit 1210 m die höchste Erhebung von Hauterive-la-Fresse erreicht.
Zur Streusiedlung Hauterive-la-Fresse gehören neben dem Ortsteil Hauterive verschiedene Weiler und Einzelhöfe, darunter:
- Le Mont d’Hauterive (981 m) auf der Höhe von Hauterive über dem Doubstal
- La Combe d’Hauterive (1044 m) in einer Mulde auf der Höhe von Hauterive
- La Fresse (1108 m) in einer Längsmulde am Fuß des Cerf

Rund 47 % der Fläche von Hauterive-la-Fresse sind bewaldet, 24 % entfallen auf heterogene landwirtschaftliche Gebiete, rund 24 % auf Weideland und rund 5 % auf Flächen mit Strauch- und/oder Kräutervegetation (Stand: 2018).
Umgeben wird Hauterive-la-Fresse von den Nachbargemeinden Les Alliés im Süden und Maisons-du-Bois-Lièvremont im Westen, den Communes déléguées Montbenoît im Norden und Ville-du-Pont im Osten sowie den schweizerischen Gemeinden La Brévine und Val-de-Travers aus dem Kanton Neuenburg im Südosten.

## Geschichte
Im Mittelalter gehörten Hauterive und La Fresse zur klösterlichen Herrschaft Montbenoît. Zusammen mit der Franche-Comté gelangten beide Ortschaften mit dem Frieden von Nimwegen 1678 an Frankreich. Die ehemalige Doppelgemeinde entstand im Jahr 1823 mit der Fusion der vorher selbständigen Gemeinden Hauterive und La Fresse.

## Bevölkerungsentwicklung
| Jahr                       | 1962 | 1968 | 1975 | 1982 | 1990 | 1999 | 2006 | 2013 | 2020 |
| -------------------------- | ---- | ---- | ---- | ---- | ---- | ---- | ---- | ---- | ---- |
| Einwohner                  | 120  | 124  | 92   | 89   | 103  | 145  | 198  | 209  | 223  |
| Quellen: Cassini und INSEE |      |      |      |      |      |      |      |      |      |

Nachdem die Einwohnerzahl in der ersten Hälfte des 20. Jahrhunderts markant abgenommen hatte (1881 wurden noch 271 Personen gezählt), wurde seit Beginn der 1980er Jahre wieder ein deutliches Bevölkerungswachstum verzeichnet.

## Sehenswürdigkeiten
- Ehemalige Bauernhöfe aus dem 17. und 18. Jahrhundert